# Sertularella geodiae
Sertularella geodiae is een hydroïdpoliep uit de familie Sertulariidae. De poliep komt uit het geslacht Sertularella. Sertularella geodiae werd in 1930 voor het eerst wetenschappelijk beschreven door Totton. 